# No Format!
No Format! est un label de musique indépendant basé à Paris fondé en 2004 par Laurent Bizot et rejoint en 2007 par Thibaut Mullings.
Le label défend des projets musicaux originaux, aussi bien instrumentaux que vocaux, le but du label à sa fondation était d'accueillir et défendre les musiques trop singulières, immatures, métissées et improvisées. Il a constitué depuis sa création un catalogue éclectique comportant aujourd'hui 22 références.
Parmi elles, des albums de collaborations libres et inattendues entre musiques occidentales et traditions d’Afrique de l’Ouest (Chamber Music de Ballaké Sissoko et Vincent Segal), mais aussi des albums d'auteurs-compositeurs-interprètes (Chocolate Genius Inc., Mélissa Laveaux ou encore Solo Piano de Gonzales).
Le graphisme des pochettes est toujours confié à Jérome Witz.
Le label organise aussi depuis 2005 son festival au Théâtre de l'Atelier.

## Artistes
- Ala.ni
- Blick Bassy
- Chocolate Genius Inc.
- Kassé Mady Diabaté
- Piers Faccini et Vincent Ségal
- Faya Dub
- Gonzales
- Kyrie Kristmanson
- Lansiné Kouyaté et David Neerman
- Mamani Keita
- Mélissa Laveaux
- Misja Fitzgerald Michel
- Nicolas Repac
- Oumou Sangaré
- Rocé
- Lucas Santtana
- Julia Sarr
- Ballaké Sissoko et Vincent Ségal
- Gérald Toto, Richard Bona, Lokua Kanza

## Discographie[8]
- NØF 01 - Le Dogme des VI Jours - Le Dogme des VI Jours
- NØF 02 - Nicolas Repac - Swing Swing
- NØF 03 - Toto Bona Lokua -Toto Bona Lokua
- NØF 04 - Gonzales - Solo Piano
- NØF 05 - Misja Fitzgerald Michel - Encounter
- NØF 06 - Julia Sarr & Patrice Larose - Set Luna
- NØF 07 - Instant Project (DVD)
- NØF 08 - Gonzales - From Major to Minor (DVD)
- NØF 09 - Mamani Keita - Yelema
- NØF 10 - Faya Dub - World Wide Reggae
- NØF 11 - Rocé - Identité En Crescendo
- NØF 12 - Kouyaté - Neerman - Kangaba
- NØF 13 - Mélissa Laveaux - Camphor & Copper
- NØF 14 - Ballaké Sissoko & Vincent Ségal - Chamber Music
- NØF 15 - Kyrie Kristmanson - Origin Of Stars
- NØF 16 - Chocolate Genius Inc. - Swansongs
- NØF 17 - Mamani Keïta - Gagner l'Argent Français
- NØF 18 - Kouyaté - Neerman - Skyscrapers & Deities
- NØF 19 - Misja Fitzgerald Michel - Time Of No Reply
- NØF 20 - Nicolas Repac - Black Box
- NØF 21 - Ballaké Sissoko - At Peace
- NØF 22 - Mélissa Laveaux - Dying Is A Wild Night
- NØF 23 - Vendredi - Veneris Dies
- NØF 24 - Piers Faccini & Vincent Ségal - Songs Of Time Lost
- NØF 25 - Lucas Santtana - Sobre Noites E Dias
- NØF 26 - Kassé Mady Diabaté - Kiriké
- NØF 27 - Ala.ni - You & I Spring EP
- NØF 28 - Blick Bassy - Akö
- NØF 30 - Ballaké Sissoko & Vincent Ségal - Musique de nuit
- NØF 33 - Ala.ni - You & I
- NØF 34 - Koki Nakano - Lift
- NØF 35 - Chocolate Genius Inc - Truth vs Beauty
- NØF 36 - Oumou Sangaré - Mogoya
- NØF 38 - Lucas Santtana - Modo Aviao
- NØF 39 - Toto Bona Lokua - Bondeko
- NØF 40 - Melissa Laveaux - Radyo Siwèl
- NØF 42 - Gérald Toto - Sway
- NØF 43 - ¿Que Vola? - ¿Que Vola?
- NØF 44 - Blick Bassy - 1958
- NØF 45 - Lucas Santtana - O Céu É Velho Há Muito Tempo
- NØF 46 - Koki Nakano - Pre-Choreographed
- NØF 47 - Oumou Sangaré - Acoustic
- NØF 48 - Nicolas Repac - Rhapsodic
- NØF 49 - Urban Village - Udondolo
- NØF 50 - Ballaké Sissoko - Djourou
- NØF 51 - Piers Faccini - Shapes of the Fall
- NØF 52 - Ballaké Sissoko - A Touma
- NØF 53 - Koki Nakano - Oceanic Feeling
- NØF 54 - Gérald Toto - Dérivé